# Artur Bernardes

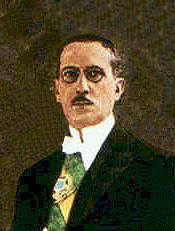
Artur Bernardes.

Artur da Silva Bernardes, född 8 augusti 1875, död 23 mars 1955, var en brasiliansk statsman.
Bernardes blev sekreterare i finansministeriet 1910, och var president i den brasilianska delstaten Minas Gerais 1918-22, och var president i Brasiliens förenta stater 1922-26. 
1924 utbröt en revolution i São Paulo, som inte undertrycktes förrän under Bernardes efterträdare, Washington Luís Pereira de Sousa. 1927 blev Bernardes medlem i den brasilianska nationalkongressens senat.